# Termocykler

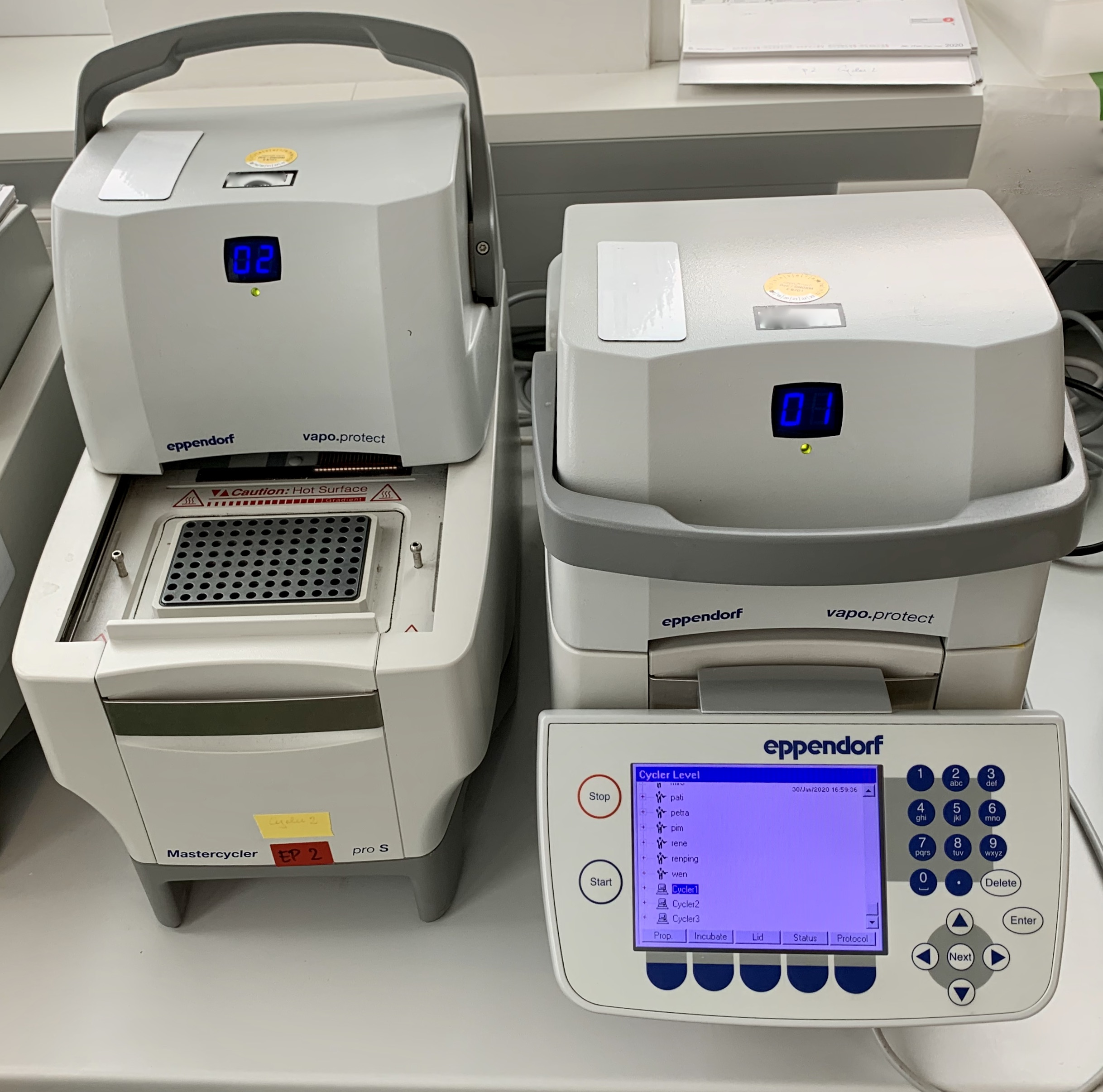
Termocykler

Termocykler eller PCR-maskin en apparat som används vid en PCR-körning. Namnet termocykler kommer från att apparatens funktion är att med jämna intervall förändra temperaturen i ett antal provrörsplatser för att framställa stora mängder av en viss DNA-sekvens. Trots sin principiella enkelhet är maskinen tekniskt komplex och dyr.